# Cartago (Califòrnia)
Cartago és una concentració de població designada pel cens dels Estats Units a l'estat de Califòrnia. Segons el cens del 2000 tenia 109 habitants.

## Demografia
Segons el cens del 2000, Cartago tenia 109 habitants, 40 habitatges, i 25 famílies. La densitat de població era de 26,5 habitants/km².
Dels 40 habitatges en un 37,5% hi vivien nens de menys de 18 anys, en un 40% hi vivien parelles casades, en un 15% dones solteres, i en un 37,5% no eren unitats familiars. En el 32,5% dels habitatges hi vivien persones soles el 12,5% de les quals corresponia a persones de 65 anys o més que vivien soles. El nombre mitjà de persones vivint en cada habitatge era de 2,73 i el nombre mitjà de persones que vivien en cada família era de 3,36.
Per edats la població es repartia de la següent manera: un 31,2% tenia menys de 18 anys, un 9,2% entre 18 i 24, un 27,5% entre 25 i 44, un 19,3% de 45 a 60 i un 12,8% 65 anys o més.
L'edat mediana era de 28 anys. Per cada 100 dones de 18 o més anys hi havia 127,3 homes.
La renda mediana per habitatge era de 34.375 $ i la renda mediana per família de 50.625 $. Els homes tenien una renda mediana de 33.750 $ mentre que les dones 7.083 $. La renda per capita de la població era de 14.699 $. Cap de les famílies i el 5,1% de la població estaven per davall del llindar de pobresa.

## Poblacions més properes
El següent diagrama mostra les poblacions més properes.